# Johachidolite
La johachidolite è un minerale.